# Radio 7 (Allemagne)
 (février 2022).
Si vous disposez d'ouvrages ou d'articles de référence ou si vous connaissez des sites web de qualité traitant du thème abordé ici, merci de compléter l'article en donnant les références utiles à sa vérifiabilité et en les liant à la section « Notes et références ».
Radio 7 est une radio privée régionale de Bade-Wurtemberg.

## Programme
La station est fondée à Ulm en 1988. Elle émet dans le sud-est du Bade-Wurtemberg, pouvant être capté en Bavière et en Suisse.
Elle possède des studios à Aalen, à Ravensbourg et à Tuttlingen qui donnent des informations et couvrent des événements plus locaux. Elle a aussi un bureau à Constance en lien avec la Suisse.
La programmation musicale vise un public adulte contemporain.

## Audience
Selon IVW, Radio 7 a en moyenne de 6 h à 18 heures 209 000 auditeurs, soit 1,1 million par jour. La Suisse représente 73 000 auditeurs.

## Fréquences
| Aalen                  |       |
| Aalen                  | 103,7 |
| Ulm                    |       |
| Ulm                    | 101,8 |
| Environs d'Ulm         | 90,0  |
| Ravensbourg            |       |
| Iberger Kugel          | 105,0 |
| Ravensbourg            | 96,9  |
| Tuttlingen             |       |
| Witthoh                | 102,5 |
| Villingen-Schwenningen | 101,2 |

### Source de la traduction
- (de) Cet article est partiellement ou en totalité issu de l’article de Wikipédia en allemand intitulé « Radio 7 » (voir la liste des auteurs).